# Bay Ferenc
Bay Ferenc (Győr, 1949. június 24. –) magyar nemzeti labdarúgó-játékvezető. Polgári foglalkozása pénzügyi szakértő.

## Pályafutása

### Labdarúgóként
A labdarúgással iskolás korában barátkozott meg, ahol tanulmányai során több csapatban is középhátvédként játszott.  Egy mérkőzésen súlyosan megsérült a térde, ami véget vetett a játékos pályafutásának.

### Nemzeti játékvezetés
A játékvezetői vizsgát 16 évesen 1965-ben tette le. Nem csak játékosként, játékvezetőként is több betegség érte: 1981-ben súlyos szalagszakadás, 1986-ban masszív szívizom gyulladás miatt egy-egy féléven keresztül pihennie kellett. Pályafutásának utolsó éveiben hátfájdalommal küszködött. 1969-ben megyei I. osztályú minősítést kapott, 1977-ben NB II-es minősítéssel országos játékvezető lett, 1983-ban lehetett a legfelső szintű labdarúgó-bajnokság játékvezetője. Az első NB I-es mérkőzésén az egyik oldalon Segovits Antal, a másikon Palotai Károly segítette partbíróként.  Pályafutása idején a Játékvezető Bizottság (JB) küldési gyakorlata alapján egy mérkőzés vezetése után kettő partbírói tevékenység következett. NB II-es mérkőzéseinek száma: 89. NB I-es bajnokságban 164 (1988) partjelzői szolgálatot teljesített. NB I-es mérkőzéseinek száma: 101.
Mottója: a játékvezetéshez rengeteg ügybuzgalom és önfeláldozás, rátermettség és esetemben egy nagy adag balszerencse kellett.[forrás?]
| Időpont         | Helyszín                     | Mérkőzés típusa            | Mérkőzés                      | Eredmény |
| --------------- | ---------------------------- | -------------------------- | ----------------------------- | -------- |
| 1983. június 4. | Városi Stadion, Zalaegerszeg | első bajnoki mérkőzése     | Zalaegerszegi TE FC–Újpest FC | 4 : 2    |
| 1996. május 6.  | Stadler Stadion, Kiskőrös    | utolsó bajnoki találkozója | Stadler FC–Budapest Honvéd FC | 2 : 0    |

## Sportvezetőként
Győr-Moson-Sopron megyei LSZ JB elnökségi tanácsadója, NB III-as és megyei ellenőr.

## Sikerei, díjai
2010-ben 45 éves jubileumi elismerésben részesült, az emléklapot Dubraviczky Attila Győr-Moson-Soprom megyei Labdarúgó-szövetség JB elnöke adta át.

## Magyar női labdarúgó-válogatott mérkőzései
A magyar női játékvezetői keret felállításáig férfi játékvezetők irányították a női válogatott felkészülési mérkőzéseit.
| Időpont              | Helyszín                        | Mérkőzés típusa            | Mérkőzés                 | Eredmény | Nézők száma |
| -------------------- | ------------------------------- | -------------------------- | ------------------------ | -------- | ----------- |
| 1991. szeptember 25. | Városi Stadion, Mosonmagyaróvár | felkészülési (48. mérkőzés | Magyarország–Németország | 0 – 2    | 1000        |